# 老娘也要當間諜
《老娘也要當間諜》（英語：The Spy Who Dumped Me）是一部2018年美國動作喜劇片，由蘇珊娜·佛格執導並與大衛·艾瑟爾森共同編劇。其主演包括蜜拉·庫妮絲、凱特·麥金儂和山姆·修根；故事描述一對好閨蜜在公寓中遭到一群殺手的襲擊，使兩人被迫作出反擊。該片由獅門定於2018年8月3日在美國上映。

## 劇情
故事敘述被前男友拋棄的奧黛麗與摩根是一對好閨蜜，並之後才得知前男友的中情局間諜身份；與此同時，一群致命性的殺手襲擊了她們的公寓，使奧黛麗與摩根被迫參與這場秘密行動。

## 演員
- 蜜拉·庫妮絲 飾 奧黛麗（Audrey）
- 凱特·麥金儂 飾 摩根（Morgan）
- 山姆·修根 飾 賽巴斯汀·亨蕭（Sebastian Henshaw）
- 哈桑·敏哈吉（英语：Hasan Minhaj） 飾 帕托（Patel）
- 伊凡娜·沙克諾 飾 娜傑日達（Nadedja）
- 弗雷德·邁拉麥德 飾 羅傑（Roger）
- 歐拉法·達利·歐拉夫森 飾 背包客（The Backpacker）
- 湯姆·史托頓 飾 愛德華·史諾登

## 製作
主要拍攝於2017年7月在匈牙利首都布達佩斯開始進行。

## 發行
《老娘也要當間諜》最初計劃於2018年7月6日在北美上映，但在經過一場「驚人的試映」後，該片的上映日被延期至2018年8月3日，以錯開壅擠的7月檔期。

### 票房
在美國和加拿大，《老娘也要當間諜》與《摯友維尼》、《闇黑之心》、《國家之死》同天上映並競爭，分析師預估《老娘也要當間諜》在首映週末從3111間戲院中獲得1000萬至1500萬美元的票房。該片於週四晚間的試映中取得了95萬美元。該片在首週開出了1240萬美元的票房，位居當週第三。

## 外部連結
- 互联网电影数据库（IMDb）上《老娘也要當間諜》的资料（英文）